# Hypophysenpfortader

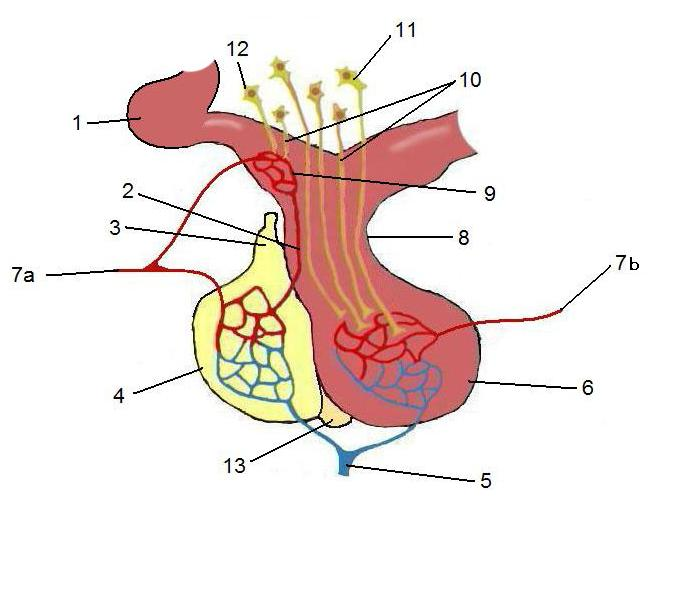
1 Sehnervenkreuzung
2 Hypophysenpfortader
3 Pars infundibularis des Hypophysenvorderlappens
4 Pars distalis des Hypophysenvorderlappen
5 Venöse Verbindung zum Sinus cavernosus
6 Hypophysenhinterlappen (Neurohypophyse)
7a Obere Hypophysenarterie
7b Untere Hypophysenarterie
8 Hypophysenstiel (Infundibulum)
9 Primärplexus
10 Neurosekretorische Zellen
11 Nucleus paraventricularis
12 Nucleus supraopticus
13 Pars intermedia der Hypophyse

Hypophysenpfortadern (Venae portales hypophysiales) sind kleine Portalvenen, welche im Bereich der Hypophyse gelegene Kapillarnetze zu einem venösen Wundernetz (Rete mirabile venosum) verbinden. Sie entspringen aus einem außerhalb der Blut-Hirn-Schranke gelegenen Primärplexus in der Eminentia mediana im oberen Teil des Hypophysenstiels (Infundibulum) an der Basis des Hypothalamus. Von dort aus verlaufen die Hypophysenpfortadern als Portalgefäße innerhalb der Pars infundibularis des Hypophysenvorderlappens und enden im Sekundärplexus in der Adenohypophyse (Pars distalis und intermedia des Hypophysenvorderlappens). Das subependymal gelegene Kapillarnetz des Primärplexus wird von einem arteriellen Mantelplexus umschlossen. Das Endothel der Kapillaren beider Plexus ist fenestriert, was den Stoffaustausch erleichtert.
In den Hypophysenpfortadern werden u. a. Neuropeptide zur Steuerung der Hormonfreisetzung transportiert. Am die Hypophysenpfortadern speisenden Primärplexus enden die Axone der kleinzelligen Hypothalamuskerne. Die von diesen Kernen produzierten Liberine (CRH, Thyreoliberin, Gonadoliberin, Somatoliberin) und Statine (Dopamin, Somatostatin) werden über die Hypophysenpfortadern direkt zu ihren Zielzellen transportiert. Hierdurch wird der Körperkreislauf umgangen, in welchem die Botenstoffe stark verdünnt würden. Das hypophysäre Pfortadersystem verläuft parallel zum Tractus hypothalamohypophysialis, welcher in der Neurohypophyse endet.